# Afronausibius abnormis
Afronausibius abnormis es una especie de coleóptero de la familia Silvanidae.

## Distribución geográfica
Habita en Zimbabue y en los territorios que antes se llamaban Rodesia.